# VirtualDubMod
VirtualDubMod là một chương trình bắt hình và xử lý tuyến tính video cho Microsoft Windows. Nó được dựa trên VirtualDub của Avery Lee, và phát hành dưới giấy phép GPL. VirtualDubMod được đặt tại SourceForge, phiên bản đang dừng lại ở bản 1.5.10.2 (phát hành 29 tháng 8 năm 2005). Bản 1.5.10.2 build 2542 phát hành ngày 21 tháng 2 năm 2006. Việc phát triển công cụ này xem chừng có vẻ đã bị ngừng lại. Một phiên bản mang tên "VirtualDubMod 1.6.0.0 SURROUND", ngày 9 tháng 4 năm 2006, được phát hành bởi một công ty mang tên Aud-X Lưu trữ ngày 19 tháng 1 năm 2009 tại Wayback Machine.
So sánh với VirtualDub, VirtualDubMod có nhiều chức năng hơn bằng cách tích hợp các công cụ riêng bổ trợ cho VirtualDub để thực hiện rất nhiều công việc. Các chức năng được thêm vào gồm hỗ trợ Matroska, MPEG-2 và Ogg Theora.
Một chức năng đáng lưu ý của VirtualDub đã không có mặt trong phiên bản VirtualDubMod này, đó là khả năng lập trình thời gian bắt hình video. Lưu trữ ngày 29 tháng 7 năm 2009 tại Wayback Machine
Trong tệp trợ giúp, dự án VirtualDubMod bắt đầu khi có rất nhiều thay đổi của VirtualDub được gửi lên diễn đàn Doom9.

## Dẫn chứng
1. ↑  "Status Of VirtualDubMod". Bản gốc lưu trữ ngày 11 tháng 7 năm 2012. Truy cập ngày 25 tháng 1 năm 2009.